# Portugiesische Judomeisterschaften 1971
Die Portugiesischen Judomeisterschaften 1971 fanden in Lissabon statt.

## Ergebnisse

### Männer
| Gewichtsklasse | Gold                     | Silber                | Bronze                                      |
| -------------- | ------------------------ | --------------------- | ------------------------------------------- |
| – 63 kg        | José M. Bastos Nunes     | Frederico Melâneo     | Rui Pissaro César Ramos                     |
| – 70 kg        | Joaquim Campos Goncalves | Carlos Nelson Machado | José Costa Branco Mário Guerra              |
| – 80 kg        | Bernardo Costa Matos     | João Repas Goncalves  | Carlos Barata Santos Joaquim Cabrita Matias |
| – 93 kg        |                          |                       |                                             |
| + 93 kg        | Fernando Almada          | Henrique C. Nunes     | Amadeu Albuquerque José Leirão              |